# Xã Millen, Michigan
Xã Millen (tiếng Anh: Millen Township) là một xã thuộc quận Alcona, tiểu bang Michigan, Hoa Kỳ. Năm 2010, dân số của xã này là 404 người.